# Golden Triangle Railroad
Die Golden Triangle Railroad (AAR-reporting mark GTRA) ist eine als switching railroad klassifizierte Bahngesellschaft des Patriot-Rail-Konzerns. Sie betreibt Güterverkehr auf einer eigenen, rund 13,8 km langen Bahnstrecke im Norden des US-Bundesstaats Mississippi.

## Geschichte

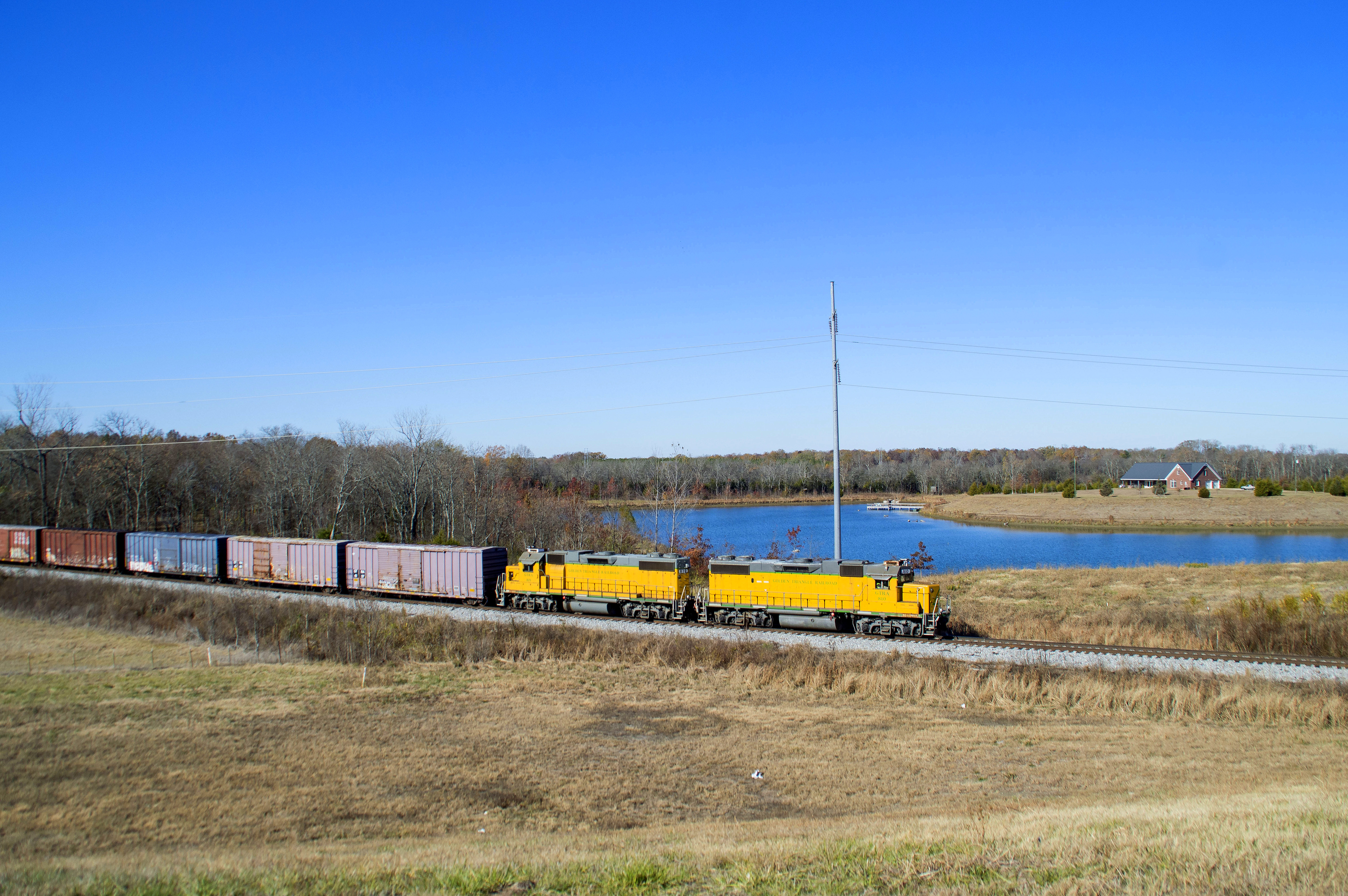
Golden Triangle Railroad-Güterzug mit den beiden EMD GP38-2-Diesellokomotiven südlich von Columbus; 2016

Der Weyerhaeuser-Konzern errichtete Anfang der 1980er-Jahre Zellstoff- und Papierfabriken südwestlich von Columbus. Teil des 760 Millionen Dollar-Projekts war die Anbindung an das Bahnnetz, wozu eine etwa 13,8 km lange Strecke von einem West Lowndes genannten Abzweig der Illinois Central Gulf (ICG)-Strecke Columbus–Artesia zum Fabrikgelände errichtet wurde. Dort wurden umfangreiche Gleisanlagen einschließlich des nördlich des Geländes gelegenen Bahnhofs Trinity angelegt.
Als Betreibergesellschaft gründete Weyerhaeuser 1981 die Golden Triangle Railroad, deren Name vom regionalen Marketingbegriff Golden Triangle abgeleitet wurde. Sie wurde als öffentliche Bahngesellschaft (common carrier) registriert und erhielt 16,1 km reichende Trackage Rights auf ICG-Infrastruktur bis Columbus sowie von dort auf Burlington Northern (BN)-Gleisen bis Triangle Junction nördlich von Columbus, um die zum Wagentausch mit ICG und BN sowie Southern genutzten Güterbahnhöfe zu erreichen.
Zusammen mit weiteren Weyerhaeuser-eigenen Bahngesellschaften wurde die GTRA auf Basis eines am 21. Juni 2010 geschlossenen Vertrags zum 21. Dezember 2010 an Patriot Rail verkauft. 2018 hatte das Unternehmen neun Mitarbeiter. Die durch die GTRA versorgten Weyerhaeuser-Fabriken wurden 2016 durch International Paper erworben.

## Infrastruktur
Die GTRA betreibt 13,8 km eigene Infrastruktur von einem West Lowndes genannten Abzweig westlich von Columbus südwärts bis zum Streckenende am Bahnhof Trinity. Übergangsmöglichkeiten bestehen zur Kansas City Southern Railway und Alabama and Gulf Coast Railway in Columbus sowie zur BNSF Railway in Triangle Junction.

## Verkehr
Die GTRA dient ausschließlich der Versorgung der Zellstoff- und Papierfabriken am Streckenendpunkt. Befördert werden u. a. Holz, Hackschnitzel, Chemikalien, Zellstoff und Papier. Mitte der 1990er-Jahre wurden jährlich etwa 9000 Güterwagen transportiert.

## Fahrzeuge
Zur Betriebsaufnahme beschaffte die GTRA drei fabrikneue Diesellokomotiven: Eine Maschine des Typs EMD MP15AC und zwei des Typs EMD GP38-2. 2020 waren noch dieselben Triebfahrzeuge in Gebrauch. Mitte der 1990er-Jahre besaß die GTRA zudem 535 geschlossene Güterwagen, die in den folgenden Jahren verkauft wurden. Zur Wartung der eigenen Lokomotiven und beförderter Wagen betreibt die GTRA eine Werkstatt in Trinity.